# Ocupación de Dinamarca por la Alemania nazi
La ocupación de Dinamarca por la Alemania nazi durante la Segunda Guerra Mundial se extendió desde el 9 de abril de 1940 hasta el 5 de mayo de 1945. Comenzó con la invasión de Dinamarca por el III Reich en la Operación Weserübung y concluyó cuando soldados británicos consiguieron la rendición de las unidades de la Wehrmacht estacionadas en suelo danés, sin afrontar resistencia apreciable.

## El "Protectorado modelo"

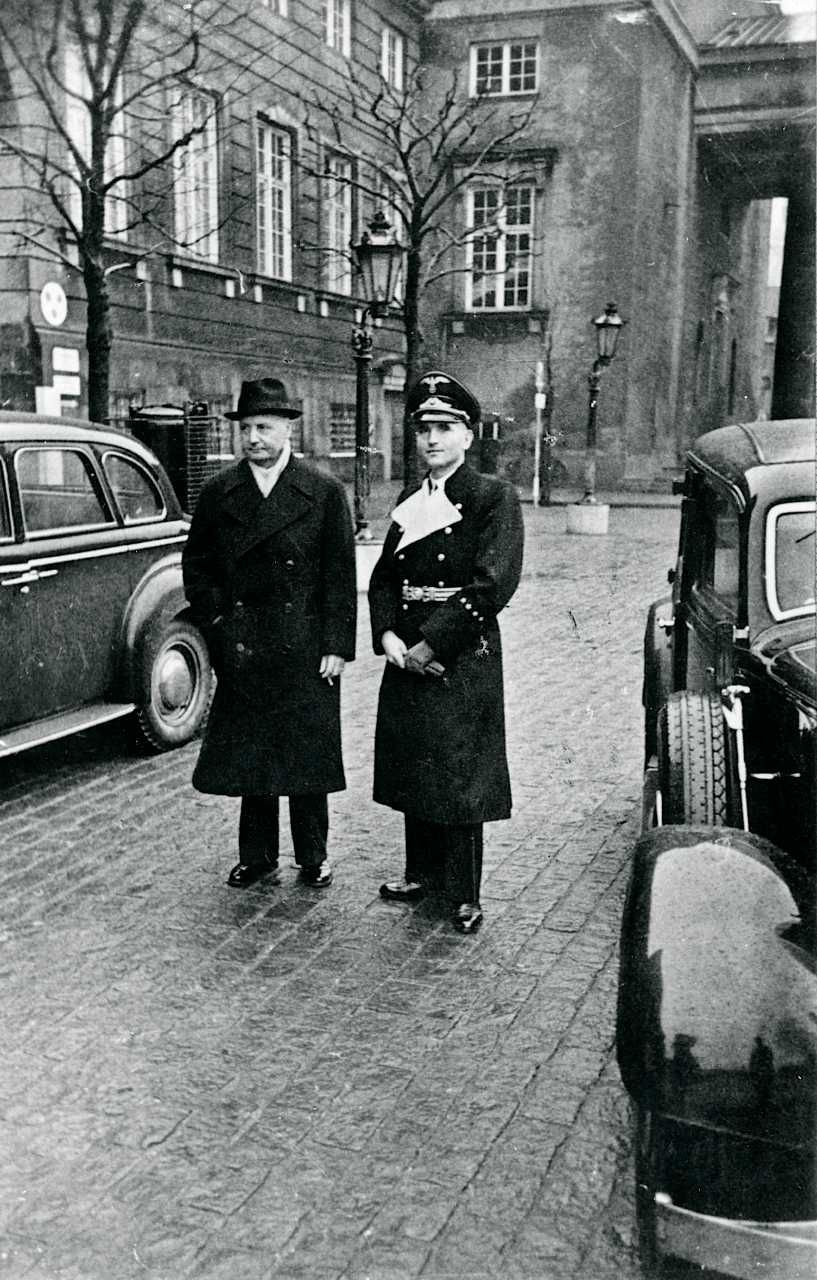
Erik Scavenius, primer ministro danés entre 1942 y 1943 con Werner Best (de uniforme), plenipotenciario alemán en Dinamarca.

La ocupación alemana fue relativamente pacífica hacia los daneses en los primeros meses y, a diferencia de lo ocurrido en los Países Bajos o Noruega, Hitler no presionó para que se disolviesen todos los partidos políticos y se estableciese un gobierno títere de nazis daneses. De hecho, el gobierno legítimo continuó operando bajo el mandato del primer ministro Thorvald Stauning, aunque debiendo obedecer las órdenes germanas, y el propio rey Cristián X permaneció en el país, gozando de sus prerrogativas sin ser tomado prisionero (a diferencia de lo sucedido con Leopoldo III de Bélgica en mayo de 1940).
Una posible explicación para este inusual comportamiento nazi puede hallarse en el hecho de que, como consecuencia de la propaganda hitleriana sobre la supremacía racial aria, los nazis alemanes apreciaban a Dinamarca como un pueblo nórdico dotado de similar "pureza racial" que el Tercer Reich y que, por lo tanto, resultaba totalmente digno de confianza para que manejase sus propios asuntos internos de acuerdo a los dictados alemanes.
También cabe anotar que la posición geográfica de Dinamarca y su pequeña extensión ayudaba a que su defensa fuera relativamente sencilla contra ataques externos (a diferencia de Noruega, con su larguísima costa atlántica). Por lo tanto, no era susceptible de transformarse en frente de guerra, siendo innecesario un control totalmente nazi del país o una represión militar violenta contra un pueblo que además resultaba étnicamente tan similar al germano.
En la práctica, la administración civil continuó en manos de funcionarios daneses, incluyendo los tribunales de justicia, y se llegó a mantener inclusive la vigencia de las leyes de Dinamarca para juzgar delitos de sabotaje, renunciando los alemanes a que los tribunales militares de la Wehrmacht juzgaran tales casos (como sucedía en el resto de la Europa ocupada). Mientras tanto, el gabinete de gobierno fue reorganizado en mayo de 1942 por la muerte del anciano premier Stauning, reemplazado por el socialdemócrata Vilhelm Buhl.
Aunque la pérdida de independencia práctica era difícil de soportar para la población danesa, los líderes políticos determinaron mayoritariamente que las duras circunstancias de la guerra no permitían otra cosa que la «cooperación» (voluntaria o no) con una triunfante Alemania. Los partidos políticos decidieron eliminar en lo posible sus divergencias ideológicas y presentar un solo frente contra las autoridades alemanas (lo que implicaba incluir en el gabinete a representantes de casi todos los partidos no prohibidos por los nazis). Esto impediría que los alemanes utilizaran las discrepancias políticas como medio de desunir a los daneses y generar lentamente una nazificación de Dinamarca bajo el pretexto de «preservar el orden».
Los alemanes no procedieron a imponer un carácter nazi a las instituciones civiles y culturales de Dinamarca, y se permitió que la vida política danesa continuara su curso normal. Inclusive los ocupantes nazis se abstuvieron de introducir en Dinamarca los mecanismos de terror propios del Reich (como los tribunales especiales de la SS) y tampoco exigieron en los primeros meses que el gobierno danés pusiera en vigor la legislación antisemita vigente en Alemania. Una temprana excepción fueron los comunistas daneses, quienes empezaron a ser perseguidos por la Gestapo en junio de 1941, tras el inicio de la Operación Barbarroja, mientras el Gobierno danés procedía a ilegalizar en esa fecha el Partido Comunista Danés debido a la presión alemana.
No obstante, la ocupación alemana se expresó en el estacionamiento permanente de divisiones de la Wehrmacht y la llegada de agentes de la Gestapo para "colaborar" con la Policía danesa, exigiendo además una férrea censura de prensa (impidiendo toda crítica contra Alemania o el nazismo) junto con la explotación total de la economía danesa en favor del Tercer Reich. Evidentemente, esto significó el rompimiento de toda relación diplomática con los enemigos de Alemania. Dinamarca fue también obligada a adherirse al Pacto Antikomintern, lo cual se hizo en noviembre de 1941, pese a protestas en Copenhague por la implicación de esta visible subordinación al Tercer Reich. Pese a estas presiones externas, aún era visible que Dinamarca sería «bien tratada» por los alemanes (al menos en comparación con el resto de países ocupados) mientras colaborase con el esfuerzo de guerra alemán.
También se estableció un «comisario del Reich» como autoridad con poder de decisión y de veto frente al Gobierno danés, cargo para el que se nombró a Cecil von Renthe-Fink (último embajador germano en Copenhague), junto con el establecimiento de una autoridad militar conferida al jefe de las tropas germanas estacionadas en Dinamarca, el general Luetke de la Wehrmacht. Cuando las demandas alemanas de mayor cooperación danesa (permitir reclutamiento de daneses para servir en la SS y poner en vigor la legislación antisemita) fueron en aumento en noviembre de 1942, el gabinete se opuso tajantemente a estas nuevas concesiones en la ya perjudicada independencia del país.
No obstante, bajo fuerte presión de Renthe-Fink (y la amenaza de ocupación militar total), el gabinete danés se reorganizó y nombró ministro al diplomático Erik Scavenius, quien cedió a las demandas de Alemania. Renthe-Fink fue reemplazado por el nazi alemán Werner Best y la autoridad militar se transfirió al general de la SS von Hanneken; pese a ello, se mantuvo el proyecto de «tratar bien» a Dinamarca y se impidió la instalación de la maquinaria represiva típica de la SS, manteniendo en funcionamiento el Gobierno danés.

## Endurecimiento de la ocupación
Esta «política benévola» duró hasta finales de 1942, cuando los desastres militares de la batalla de Stalingrado y la segunda batalla de El Alamein impusieron a Alemania la urgencia de controlar cada vez más a la población civil de Dinamarca mediante terror policíaco. Como resultado, alimentaron la hoguera de la resistencia danesa, y los actos de sabotaje y disturbios se incrementaron exponencialmente.

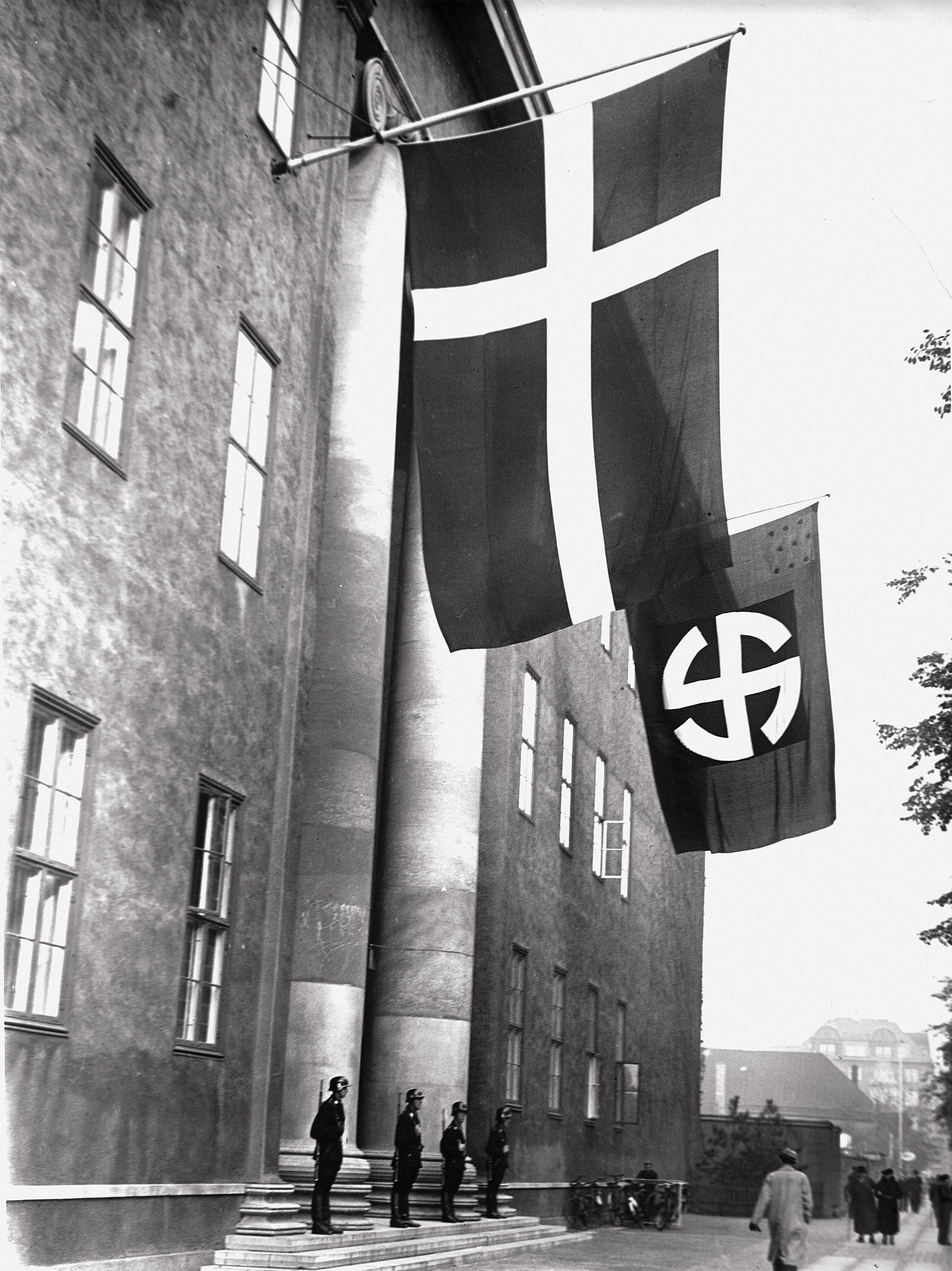
Sede de los Schalburg Corps, una unidad danesa de las SS, después de 1943 en Blegdamsvej, Copenhague.

Para intentar tranquilizar a la población y ganar su apoyo, los alemanes realizaron una elección parlamentaria el 23 de marzo de 1943 (única concesión semejante que el III Reich permitió a un país ocupado), donde resultaron victoriosos los partidos antialemanes, mientras los nazis daneses apenas alcanzaron el 2 % de votos, lo cual evidenciaba su escasa popularidad. Este hecho causó que los alemanes desistiesen definitivamente de imponer un gobierno títere formado por nazis locales, aunque les permitieron a estos formar organizaciones paramilitares y enviar contingentes daneses para luchar junto a la Wehrmacht contra los soviéticos. En adelante, los alemanes desalentaron al movimiento nazi danés respecto de cualquier ambición política y lo motivaron para actuar solamente en el reclutamiento de contingentes auxiliares para el Frente Oriental.
Ante la negativa del Gobierno danés de reprimir a la población que protestaba en las calles contra el empeoramiento de la economía, el 29 de agosto de 1943 las autoridades alemanas disolvieron el Gobierno y se estableció la ley marcial, se disolvió también el recién formado Parlamento danés y se arrestó en masa a los oficiales del Ejército aún libres, además de introducir funcionarios alemanes en toda la administración pública. Al mismo tiempo, se realizaron operaciones militares de asalto que trajeron como resultado la captura de la flota mercante y militar danesa.
Una vez que Alemania obtuvo el control absoluto de Dinamarca, se iniciaron a mediados de 1943 los arreglos para la inmediata deportación de los judíos aún residentes en suelo danés hacia los campos de exterminio, al no existir ya tribunales daneses independientes que los defendieran. Sin embargo, la noticia fue dada a conocer clandestinamente, y la gran mayoría de los 8000 judíos daneses escaparon exitosamente hacia Suecia con ayuda de la resistencia danesa. Como consecuencia, solo 450 judíos daneses fueron capturados por la Gestapo y deportados. El «estado de sitio» no se suspendió hasta el final de la guerra, y se instalaron tribunales especiales de la SS y la Gestapo para juzgar daneses acusados de apoyar a la resistencia antinazi. En otros casos, se prefirió simplemente asesinar (sin juicio de por medio) a tales sospechosos.

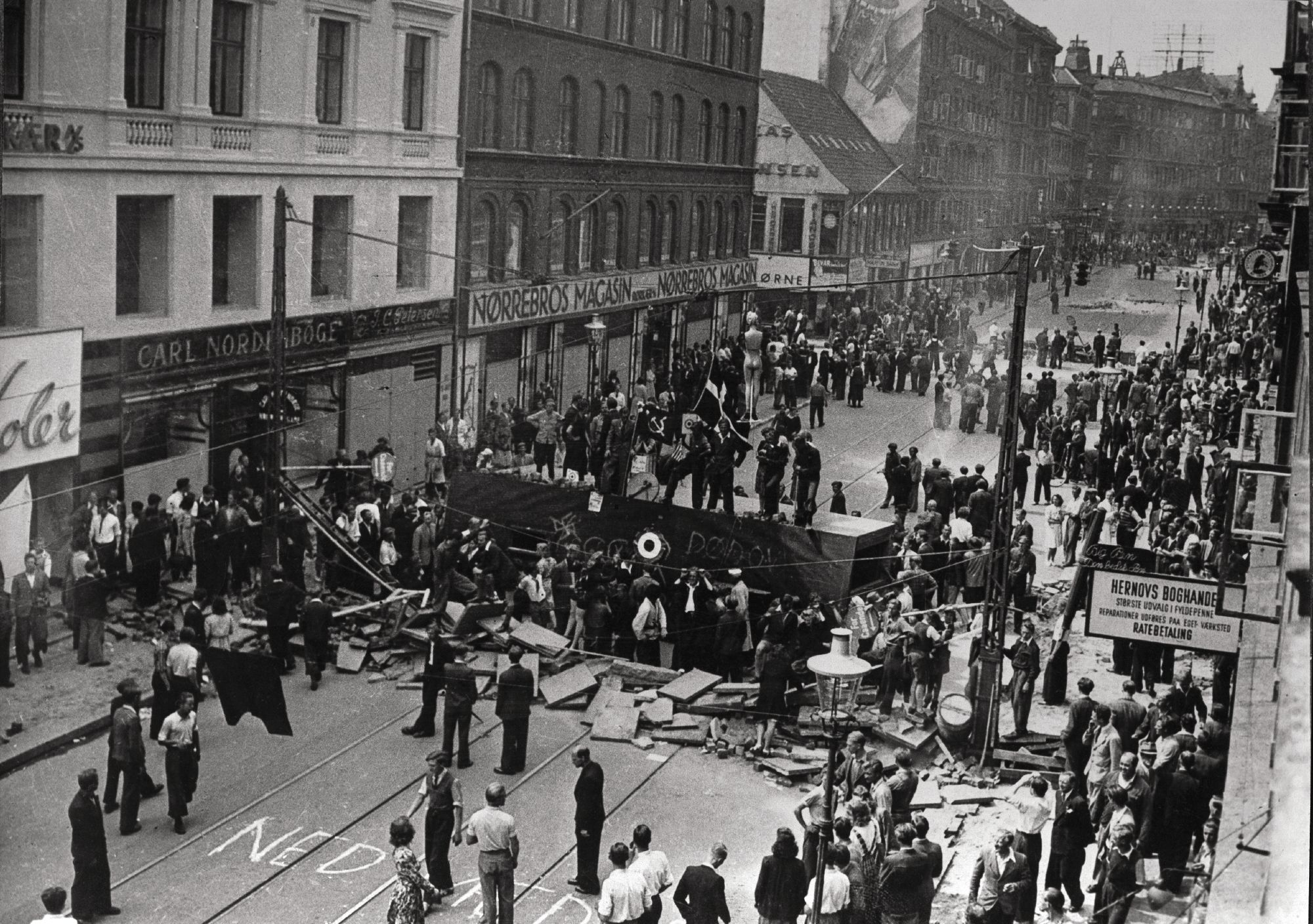
Barricadas durante una huelga general en Copenhague, en julio de 1944

Desde inicios de 1944, los nazis daneses, organizados en el llamado Cuerpo de Schalburg (formado por unos 10 000 nazis daneses) procedieron a operaciones de "contrasabotaje" en cooperación con la SS, destruyendo propiedades privadas danesas (granjas o casas) cada vez que se descubriese un sabotaje de la resistencia local. Finalmente, el 19 de septiembre de 1944 ocurrió otra represión masiva, donde los alemanes disolvieron lo que restaba de la policía danesa para reemplazarla completamente por la Gestapo y empezaron a fusilar a los daneses que habían participado en huelgas contra la explotación económica de su país.
La situación económica danesa se agravó en el último año de la guerra cuando en febrero de 1945 el país dejó de recibir envíos de carbón desde la región germana de Silesia, atacada por tropas soviéticas, lo cual paralizó gran parte de la industria y los sistemas de calefacción, junto con ello aumentaron las requisas alemanas de alimentos hasta niveles alarmantes que amenazaban la subsistencia de los civiles daneses. Pese a ello, como consecuencia de la evacuación de Prusia Oriental, Alemania exigió que Dinamarca alojase y alimentase a refugiados civiles germanos (unas 300.000 personas) procedentes de dicha región. A la vez se intensificó el terror policial de la Gestapo contra la resistencia antinazi y sus simpatizantes.

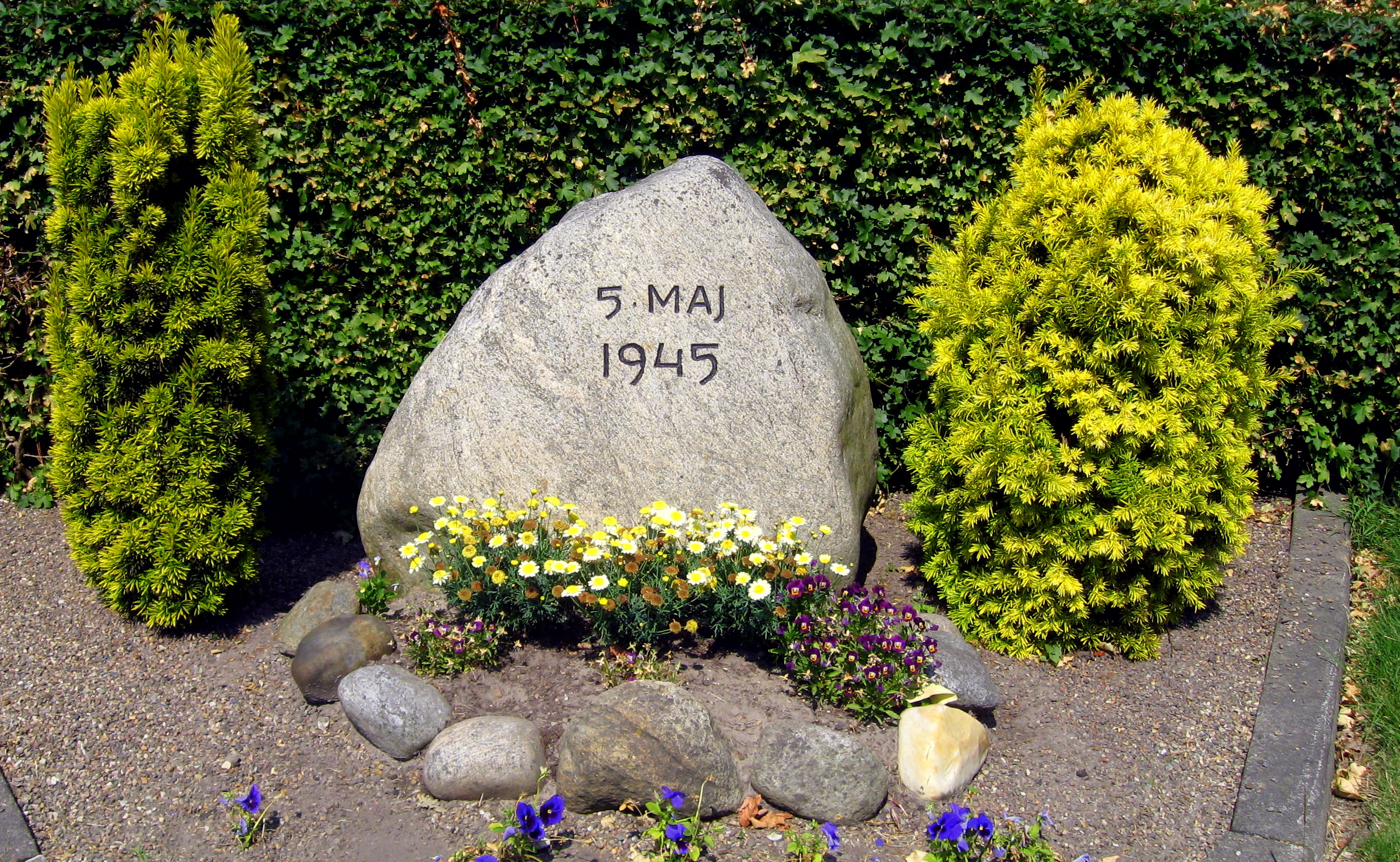
Roca conmemorativa de la liberación de Dinamarca.

La mayor parte de las tropas germanas habían sido remitidas a los frentes de combate y solo quedaron en Dinamarca unas pocas divisiones de escasa fuerza; además, tales unidades quedaron aisladas del resto de la Europa ocupada a fines de abril de 1945 debido al avance aliado, y luego desmoralizadas por el resultado de la batalla de Berlín. 
En ese contexto, el 5 de mayo de 1945, el general británico Bernard Montgomery penetró en territorio danés con sus tropas y liberó Dinamarca, si bien las islas Bornholm habían sido ocupadas desde fines de abril de 1945 por tropas del Ejército Rojo. Los soldados alemanes estacionados en Dinamarca capitularon casi sin resistencia y la ocupación terminó.

## Víctimas
En total durante toda la guerra murieron 850 miembros de la resistencia danesa. También perecieron 900 civiles daneses por distintos motivos como represalias nazis, bombardeos aliados o disturbios civiles. Un total de 43 soldados daneses murieron durante la invasión de 1940 y la represión nazi de 1943. Otros 100 daneses fallecieron luchando como soldados aliados junto con 1.850 marineros, la mayoría de los cuales eran miembros tripulación de los barcos daneses que escaparon hacia Reino Unido o Estados Unidos y luego cayeron víctimas de los submarinos germanos. 
Unos 6.000 civiles daneses fueron arrestados por los alemanes y enviados a campos de concentración, donde murieron 600 (o sea el 10% de los presos). Cuando en septiembre de 1944 los nazis disolvieron la policía danesa, unos 2.000 agentes fueron arrestados y deportados a Alemania, donde murieron 90.
Después de la guerra, 78 daneses culpables de colaboracionismo con los alemanes fueron sentenciados a muerte por traición, pero solo 46 de ellos resultaron efectivamente ejecutados. Los distintos integrantes de la resistencia que pertenecían a algún partido político, como socialistas y liberales, volvieron a sus puestos, mientras que en las elecciones celebradas después de la guerra, los comunistas daneses sólo obtuvieron el 12,5% de los votos.
De los judíos daneses que fueron deportados, todos excepto 51 sobrevivieron al Holocausto, en gran medida por la presión de los funcionarios daneses a los alemanes. Los daneses demostraron que el amplio apoyo a los judíos y la resistencia a las políticas nazis podían salvar vidas.